# Michael Festing
Michael Christian Festing (ur. 29 listopada 1705 w Londynie, zm. 24 lipca 1752 tamże)  – angielski skrzypek i kompozytor barokowy.
Studiował kompozycję najpierw u Richarda Jonesa (1680–1744), a następnie u Francesca Geminianiego (1687-1762) .
W 1723 po raz pierwszy koncertował publicznie w Hickford's Room w Londynie . W 1737 mianowano go dyrektorem Royal Italian Opera .
Komponował przede wszystkim muzykę instrumentalną (concerto grosso).